# Ка (тибетская буква)
Ка или каик — название первой буквы тибетского алфавита, обозначает глухой велярный взрывной согласный. В структуре слова каик может быть только слогообразующей буквой, может иметь приписные, надписные и подписные буквы, и образовывать таким образом 21 инициаль, представленные ниже в словарном порядке. В букваре ассоциируется со словом «яблоко».
В тексте буква может быть использована для обозначения числа «1». С огласовками «кагигуки» — 31, «кажабкьюку» — 61, «кадренбукэ» — 91, «канароко» — 121. При передаче китайских слов используется как синоглиф китайской инициали g- (чжуинь ).
Ка также является первой буквой алфавита дзонг-кэ.
В языке тибетских мусульман Балтистана для специфичного местного звука [q] используется зеркальный омоглиф буквы «ка» 
Раздел буквы ка в словаре занимает около 7 процентов.
Инициали в словаре располагаются в следующем порядке:
| Номер | Инициаль | Дакчха               | Пример      |
| 1     |          | Ка                   |             |
| 2     |          | Каятакья             |             |
| 3     |          | Карататра            | Трок — сила |
| 4     |          | Калатала             |             |
| 5     |          | Даокака              |             |
| 6     |          | Даокакакаятакья      |             |
| 7     |          | Даокакакарататра     |             |
| 8     |          | Баокака              |             |
| 9     |          | Баокаятакья          |             |
| 10    |          | Баокарататра         |             |
| 11    |          | Ракатака             |             |
| 12    |          | Ракатакакаятакья     |             |
| 13    |          | Лакатака             |             |
| 14    |          | Сакатака             |             |
| 15    |          | Сакатакакаятакья     |             |
| 16    |          | Сакатакакарататра    |             |
| 17    |          | Баоракатака          |             |
| 18    |          | Баоракатакакаятакья  |             |
| 19    |          | Баосакатака          |             |
| 20    |          | Баосакатакакаятакья  |             |
| 21    |          | Баосакатакакарататра |             |

- Кушу —  — яблоко
- Ка рукописный (умэ).

Буква «ка» шрифтом соёмбо: 
Буква «ка» шрифтом ранджана: 